# Афакии («белогорцы»)
Афакия (уйг. ئاپاقئييا, апақиййа) или белогорцы (уйг. ئاقتاغلئقلار, ақтағлиқлар) — суфийское братство, существовавшие на территории Восточного Туркестана и имевшее значительное политическое и религиозное влияние в Кашгарии с начала XVII и до середины XVIII века, а также играло одну из ведущих ролей в национально-освободительном движении уйгуров с середины XVIII века и до конца первой половины XIX века.

## История

### Основание потомков Махдума Азама в Кашгарии
Основателем клана ходжей является Махдуми Азам Ахмад Касани — член суфийского ордена Накшбадия из Самарканда, потомки которого обосновались в Кашгаре и начиная с конца XVI века были сильно вовлечены в политические дела Могульского Ханства. Начиная с правления Мухаммад-хана начинает вырастать влияние Исхак Ходжи, мюридом которого являлся могульский хан и через его поддержку открыл огромное количество суфийских святынь по всему Таримскому бассейну.    
По следам Исхак Ходжи другой потомок Махдума Азама — Юсуф-ходжа, прибыл в Кашгарию в 1620-м году чем вызвал недовольство со стороны последователей Исхак Ходжи. Последующие конфликты между партиями сторонников Юсуфа и Исхака превели к тому что Юсуф Ходжа был вынужден уйти в Комул где он и продолжил свою религиозную деятельность. В 1638-м году в он добился поддержки со стороны Йулбарс-хана правителя Кашгара и сына правящего хана Абдаллаха который являлся покровителем черногорцев.

### Образование клана белогорских ходжей
Со временем орден потомков Махдуми Азама распался на две противоборствующие секции, первая "Исхакия" (каратаглики или черногорцы) которая была основана Исхак Ходжой в 1599 году, а вторая "Афакия" (актаглики или белогорцы) которая была создана Аппак Ходжой в 1694 году.  
В 1668 году хан Абдаллах был свергнут и на его место взошёл на трон в Яркенде его сын — Йулбарс-хан который немедленно начал покровительствовать Аппак Ходже и его братству (тарикат) и даже после его смерти влияния Афакии во дворе правителей Яркенда не угасало, белогорский клан открывал святыни по всей стране параллельно соперничая с черногорцами за доминирование. Однако из за растущей экономической и политической мощи белогорцев, действующий хан Могульского ханство Исмаил-хан был вынужден отправить Аппак Ходжу и его сторонников в изгнание.  
Находясь в изгнании Аппак Ходжа лично встретился с Далай Ламой V в Лхасе где в конце XVII века проживало исламское меньшинство. Согласно мусульманским хагиографиям Аппак Ходжа выиграл у Далай Ламы V в состязание по демонстрации чудес проходившее между ними, что вынудило второго написать письмо джунгарскому хану Галдану дабы помочь Аппак Ходже вернуться на свою родину. Согласно легендам описанных в "Хидаятнаме" аль-Йарканди Аппак Ходжа во времена скитаний по северо-западному Китаю с помощью своих чудес излечил китайского императора Канси и тот ему разрешил безопасно вернуться в Турфан.   
Джунгары сделали Кульджу своей столицей в 1676 году и затем оккупировали Комул и Турфан в 1679 году и после заключения соглашения с Галданом и возможно в содействии с марионеточным ханом Абд ар-Рашидом II, Аппак Ходжа захватил Яркенд и Кашгар в 1680-м году с огромной армией состоящих из последователей Аппак Ходжи и монголов. Исмаил-хан был сослан в изгнание в Кульджу а Аппак Ходжа в обмен на обязательства выплаты дани джунгарам стал правителем Кашгарии.

### Правление ходжей в Кашгарии или "исханат Аппак Ходжи"
В отличие от ханства и халифата, государство Аппак Ходжи может быть названо "исханатом" что является по своей сути политико-религиозным режим управляемым суфийским святым (исхан) согласно институтам, практикам и идеологии центрально-азиатских суфиев Накшбандия. Следуя этим институтам, Аппак Ходжа управлял своим исханатом из своей центральной ложи в Яркенде, пока его сын Яхья Ходжа находился в святом комплексе (тавафгах) в Кашгаре.   
Аппак Ходжа умер в марте 1694 года и был похоронен в семейном кладбище в Кашгаре. Согласно устным сказаниям Яхья Ходжа наследовал своему отцу, но другой его сын Махди Ходжа рожденный от второй жены Аппак Ходжи которая происходила из ханской семьи  туглуктимуридов, также претендовал на трон. Позже случилось убийство Яхья Ходжи вызванный возвращением на политическую схему яркендских ханов. В начале туглуктимуриды пользовались поддержкой киргизских племён и черногорцами, однако бывшие правители не смогли вернуть страну в свои руки. Власть перешла в руки правления черногорскому шейху Даньял Ходже пока молодые наследники Аппак Ходжи — Махди и его брат Хасан были сосланы в изгнание в Индию, что можно будет рассматривать как конец исханата.

### После смерти Аппак Ходжи
Ахмад Ходжа — сын Яхья Ходжи и по совместительству наследник исханата Аппак Ходжи, представлял угрозу для правления джунгар в Таримском бассейн, и в следствии этого он был депортирован в Или, а Даньял Ходжа был поставлен на трон правления в Кашгарии в обмен на плату трибута джунгарским ханам.
С ослаблением Джунгарского ханства, черногорцы предпринимали попытки восстановить независимость Кашгарии, пока белогорские ходжи в лице Хасан Ходжи искали поддержки заграницей в Кашмире и Бухаре, с целью заполучить материальную и политическую поддержку дабы начать джихад против джунгарских захватчиков, свою поддержку ему также оказывал черногорец Юсуф Ходжа.

### Восстание белогорцев
Перед завоеванием Восточного Туркестана Империей Цин, Кашгарией всё ещё правили черногорские ходжи, несмотря на то что страна была разделена на провинции в каждой из которых правили отдельные шейхи и их наследники до 1755 года. Вместе с территориальной раздробленностью черногорские ходжи также ощущали потерю доверия населения что в следствии вызвало возвращение белогорских ходжей и приход Империи Цин. В Или двое сыновей Ахмад Ходжи — Джахан Ходжа и Бурхан ал-Дин добились получения независимости. В то время Империя Цин разгромила джунгар в 1757 году и цинский двор оказывал поддержку для братьев, отводя им роль как посредников для управления мусульманским населением. В 1755–1756 годах Джахан захватил власть в Или, в то время как Бурхан ал-Дин стал править в Яркенде и Кашгаре. Однако независимость белогорских ходжей не просуществовала долго, бывшие союзники в лице Империи Цин объявили войну двум братьям и со временем они оба были убиты в Бадахшане.

### Борьба за независимость и конец ордена
Даже после потери независимости наряду с черногорцами члены ордена Афакия продолжали оставаться активными в политической жизни Восточного Туркестана, периодически проводя массовые восстания населения против захватчиков, как например восстание Джахангир-ходжи и восстание семи ходжей во главе с Валихан-ходжой которые превели к созданию краткосрочных независимых образований на территории Кашгарии.  
Клан был полностью нейтрализован в 1866-м году после изгнания последнего великого ходжи Бузруг-хара тюра и захвата власти Якуб-беком в период государства Йеттишар.

## Известные белогорцы
1. Аппак Ходжа
2. Яхья Ходжа
3. Ходжа Махди
4. Ходжа Хасан
5. Ходжа Ахмад
6. Бурхан ал-Дин Ходжа
7. Ходжа Джахан
8. Сарымсак
9. Джахангир-ходжа
10. Зиял ал-Дин
11. Вали-хан ходжа
12. Бузург-хан тюра[1][3]